# Territoires palestiniens occupés
Les territoires palestiniens occupés sont les territoires délimités par la ligne d'armistice de 1949 (ligne verte), dévolus théoriquement à la constitution d'un État palestinien, et actuellement occupés et colonisés par Israël.
Au cours du XXe siècle, la région historique de Palestine a connu plusieurs occupations. Sous la domination de l'Empire ottoman de 1517 jusqu'en décembre 1917, elle est ensuite placée sous mandat britannique jusqu'au 15 mai 1948. Puis, alors que le plan de partage de la Palestine historique prévoyait de séparer la région en trois entités : une zone internationale (Jérusalem), un État juif et un État arabe, la guerre israélo-arabe de 1948-1949 empêche son aboutissement. Israël conquiert alors une partie du futur État arabe ainsi que Jérusalem-Ouest, la Jordanie occupe la Cisjordanie et Jérusalem-Est, et l’Égypte, la bande de Gaza. Après la guerre des Six Jours, en 1967, tous ces territoires sont occupés puis administrés par Israël, qui commence à y implanter des colonies de peuplement. En 1993, à la suite des Accords d'Oslo, certains des territoires occupés sont placés sous administration partielle de l'Autorité palestinienne (la Zone A et une partie de la Zone B), puis, en 2005, la bande de Gaza, à la suite du retrait israélien. L'Autorité palestinienne revendique les territoires occupés pour devenir l'État de Palestine.
L’organisation des Nations unies (ONU) emploie la dénomination de « territoires occupés » dans la résolution 242 du 22 novembre 1967. À partir des années 1970, l'ONU parle de « territoires palestiniens occupés ». Dans sa résolution 58/292 du 6 mai 2004, l'Assemblée générale des Nations unies avalise la notion de « territoire palestinien occupé, incluant Jérusalem-Est ».
De son côté, le gouvernement israélien considère Jérusalem-Est comme annexée et partie indissociable de sa capitale, Jérusalem. Quant aux autres territoires, il les considère comme étant des « territoires disputés » au statut qui reste non défini. Le 17 décembre 1967, le gouverneur militaire israélien qui gère ces territoires décide qu'à l'avenir les services de l'État d'Israël ne devront plus employer les termes de « territoires occupés » ni de « rive occidentale du Jourdain », mais les expressions « Bande de Gaza » et « Judée-Samarie ». Cependant, la plupart des Israéliens les appellent « les territoires » (en hébreu : השטחים, ha-chtakhim). Depuis 2010, à la suite de la Seconde Intifada et de la non-reprise des négociations de paix, une minorité active en Israël demande l'annexion immédiate de la Zone C définie par les accords d'Oslo. Le 23 juillet 2025, le Parlement israélien adopte une motion appelant à annexer l'ensemble de la Cisjordanie, pour contrer la création d'un État palestinien,.
En 2023, le Haut-commissariat des Nations unies aux droits de l'Homme a constaté que 700 000 colons israéliens vivaient illégalement en Cisjordanie occupée. Les experts, à l’instar du Conseil de sécurité des Nations unies, affirment que l'expansion des colonies israéliennes sur les terres palestiniennes constitue un obstacle majeur à une solution à deux États. Chaque année, une partie des territoires occupés est annexée par l’État israélien. Celui-ci est régulièrement accusé de soumettre le peuple palestinien a un régime d'apartheid,.

## Genèse des territoires palestiniens (1947-1967)

### Partage inégal de la Palestine mandataire en 1947 et guerre civile de 1947-1948

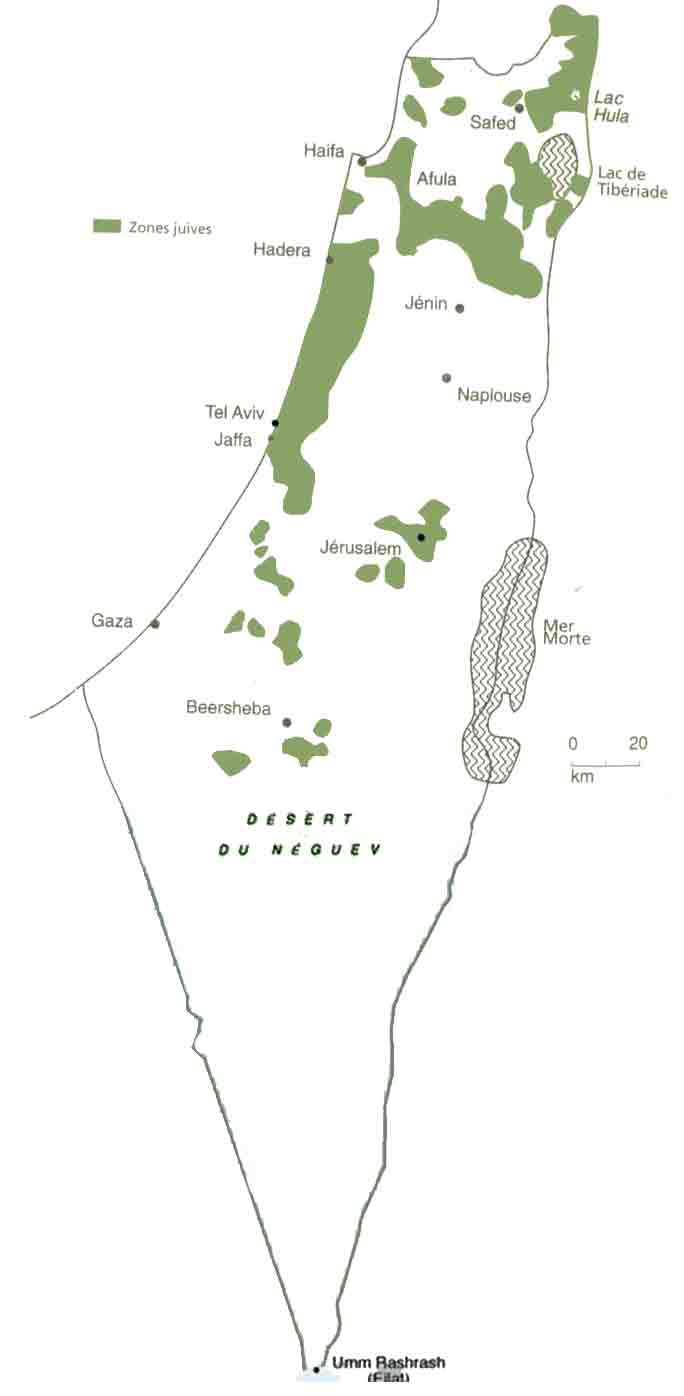
Zones de la Palestine mandataire peuplées par des juifs en 1947.
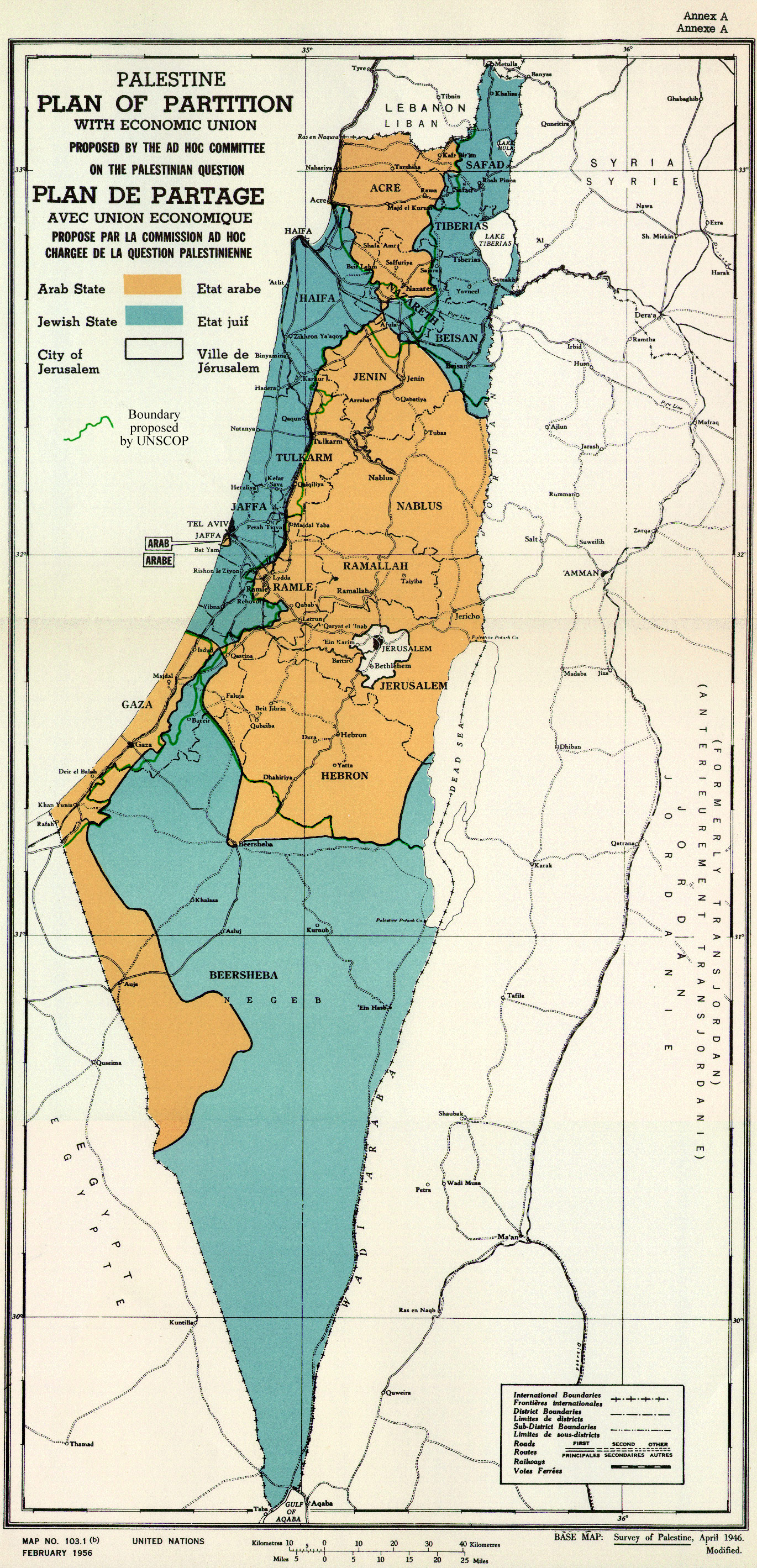
Frontières du plan de partage de la Palestine.

À la suite du plan de partage de la Palestine, voté par la résolution 181 du 29 novembre 1947 lors de l’Assemblée générale de l’ONU, la Palestine sous mandat britannique devait être partagée entre Juifs et Arabes pour fonder un État juif et un État arabe. Les Palestiniens juifs - qui sont lors du vote environ 650 000 (30 % de la totalité des habitants de la Palestine sous mandat), devaient obtenir 54 % du territoire de la Palestine mandataire, tandis que les Palestiniens arabes, qui étaient alors plus d'un million d'habitants (70% de la population totale de la Palestine d'alors), en recevaient 44 %. Jérusalem et ses environs (2% du territoire) devaient devenir « corpus separatum », soit un territoire placé sous autorité internationale de l'ONU.
Si la résolution 181 est accueillie avec ferveur par la plus grande partie des Palestiniens juifs ; elle est rejetée par les Palestiniens arabes et par les pays arabes qui s'estiment lésés. S'installe alors un état de guerre civile entre Palestiniens arabes et Palestiniens juifs entre le début de décembre 1947 jusqu'au début de mai 1948.

### Proclamation de l'État d'Israël et guerre israélo-arabe de 1948-1949

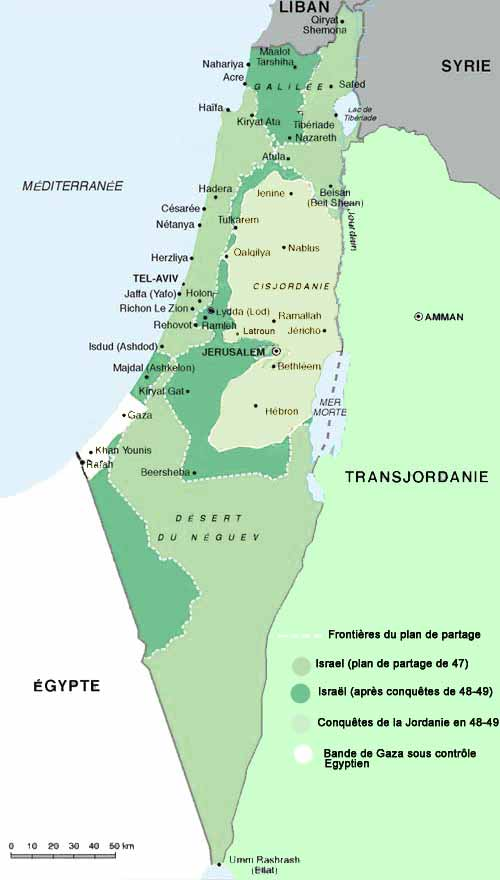
La Palestine en 1949. En vert foncé, les territoires conquis par Israël sur le projet d'État d'arabe.

À la suite de la proclamation de l'État d'Israël le 14 mai 1948 à Tel Aviv, par David Ben Gourion (en tant que président du Yichouv), la première guerre israélo-arabe débute le lendemain entre Israël et les puissances arabes.
Le royaume hachémite de Transjordanie, État devenu indépendant le 25 mai 1946 et qui est la transformation de l'ancien Émirat de Transjordanie (lui-même créé par les autorités britanniques le 11 avril 1921), conquiert le secteur Est de Jérusalem (dès la fin du mois de juin 1948) puis une partie des anciennes provinces de Judée et Samarie (conquises entre juin et novembre 1948) qui deviennent alors la Cisjordanie. En avril 1949, le roi de Transjordanie rebaptise son royaume en Jordanie. Il s'était fait également proclamer « roi de Palestine » à Jéricho le 1er décembre 1948. À la même période (mai à décembre 1948), l’Égypte conquiert, avec son armée, la bande de Gaza.
De son côté, Israël arrive à conquérir environ 23 % supplémentaires du territoire de l'ancienne Palestine, qui s'ajoutent au 55% dévolu par le plan de partage, ce qui représente un total de 78%.
À la suite des accords d’armistice de 1949, une ligne de cessez-le-feu (ligne verte) est établie autour de ces territoires le 24 février 1949 entre l'Égypte et Israël concernant la zone de Gaza, puis le 3 avril 1949 entre Israël et la Jordanie, pour Jérusalem-Est et la Cisjordanie. Les pays membres de l'ONU reconnurent Israël dans les territoires délimités par ces lignes de cessez-le-feu, ce qui ne fut le cas de la part d’aucun pays arabe ou à majorité musulmane, à l'exception de la Turquie.

### Gestion jordanienne et égyptienne entre 1948 et 1967
Après avoir été conquises entre juin et novembre 1948 par les forces armées jordaniennes, la Cisjordanie et Jérusalem-Est sont officiellement annexées par la Jordanie en 1950, mais seuls le Royaume-Uni et l'Irak reconnaissent de jure cette annexion (à l’exception de Jérusalem-Est). Du côté palestinien, l’annexion jordanienne est bien accueillie par une grande partie de la population palestinienne, favorable au premier roi du jeune État jordanien, Abdallah Ier. Les habitants de Cisjordanie reçoivent alors la nationalité jordanienne, à compter d'une loi du 1er janvier 1954.
Au sein de la bande de Gaza, l’Égypte exerce son autorité et l’administration civile et militaire du territoire.

## Conquête et occupation par Israël (depuis 1967)

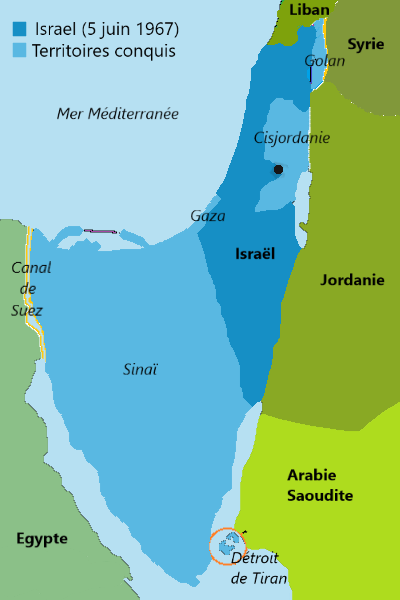
Territoires occupés par Israël après la guerre des Six Jours de 1967 : Sinaï, détroit de Tiran, bande de Gaza, Cisjordanie, Jérusalem-Est, et Golan.

### Guerre des Six Jours
En 1967, à la suite de la guerre des Six Jours, Israël prend (en plus du Golan syrien et du Sinaï égyptien) le contrôle de la Cisjordanie et de la bande de Gaza, après sa victoire militaire sur les troupes jordaniennes et irakiennes d'une part, et égyptiennes et palestiniennes d'autre part.
Le 5 juin 1967, Israël attaque d'abord l'Égypte et prend rapidement le contrôle du ciel. La bande de Gaza et la péninsule du Sinaï sont envahies. La Jordanie s'engage à son tour dans le conflit avec l'aide de forces irakiennes stationnées en Jordanie. Toutefois, Israël prend le contrôle de Jérusalem-Est le 7 juin dans la matinée et de la Cisjordanie le 10 juin au soir, mettant fin au statut dû à l'annexion jordanienne depuis 1950. Commencent alors la conquête et la gestion des territoires palestiniens occupés par les forces armées israéliennes.

### Première condamnation de l'occupation israélienne
Israël fait l'objet de résolutions demandant son retrait des territoires occupés depuis la résolution 242 votée le 22 novembre 1967 du Conseil de sécurité des Nations unies. Celle-ci, conçue par l'ONU comme un règlement juste, viable et complet du conflit israélo-arabe, exige, dans sa version anglaise, le « retrait des forces armées israéliennes de territoires occupés lors du récent conflit » (evacuation from occupied territories), alors que, dans les autres langues officielles de l'ONU (français, espagnol, arabe, russe et chinois), il est exigé un « retrait des territoires occupés » (donc, un retrait total, alors que la version anglaise permet un retrait seulement partiel).

### Droit à l'auto-détermination pour les Palestiniens
Dans une guerre menée pour récupérer leurs territoires perdus depuis juin 1967, l'Égypte et la Syrie attaquent Israël le jour du Yom Kippour de 1973 (guerre du Kippour, qui durera du 6 au 25 octobre) mais des accords de paix sont signés en 1979 avec l'Égypte qui récupère le Sinaï puis avec la Jordanie en 1994. L'Assemblée générale des Nations unies vote, elle, en faveur d'une reconnaissance diplomatique de l'application du principe d'auto-détermination pour les Palestiniens, sans en préciser les conditions. Israël qui initialement considérait la Jordanie comme l'état des Palestiniens arabes, reconnait par la suite une autorité palestinienne en Cisjordanie.

### Frontière de 1949 non reconnue par Israël
Selon la fondation néo-conservatrice Tikvah, Israël estime que la ligne d'armistice de 1949 ne constitue pas une frontière légale ; la délimitation de ses frontières devant être fondée sur ses besoins d'une frontière sécurisée et reconnue, un droit reconnu par le Conseil de sécurité des Nations unies qui ne précise aucune telle frontière.
Le second argument avancé concerne les titres légaux conférés au peuple juif en vertu des accords de San Remo en 1920 et de leur prise en compte par la Société des Nations en 1922, désignant alors la Grande-Bretagne comme puissance mandataire. Cette position est notamment défendue par les juristes pro-israéliens, spécialistes de droit international, Howard Grief, Jacques Gauthier et Cynthia Wallace,. Sir Elihu Lauterpacht et d'autres juristes argumentent que dans la situation de vide juridique de souveraineté (« sovereignty vacuum »), laissé par l'abandon du mandat par l'autorité britannique à compter du 15 mai 1948, la souveraineté peut être acquise par un État légitime, par le principe de la reconnaissance de l'auto-détermination juive sur le territoire ainsi que du « lien historique du peuple juif avec la Palestine »,.

### Annexion israélienne de Jérusalem-Est en 1980
En 1980, Israël annexe unilatéralement Jérusalem-Est et des territoires limitrophes, afin d'en faire sa capitale « éternelle et indivisible ». Pour gérer cette nouvelle zone, est créé par l’État juif un nouveau ministère intitulé "ministère de Jérusalem et de la tradition". Le territoire nouveau de Jérusalem, nouvelle capitale de l’État juif, se trouve augmenté de 71 km2 pris sur la Cisjordanie. Auparavant, Jérusalem-Ouest, sous contrôle israélien de 1948 à 1967, avait une superficie de 38 km2, et Jérusalem-Est, sous contrôle jordanien pour la même période, avait une superficie nettement moindre, soit 6 km2.
Toutefois, cette annexion et cette extension de Jérusalem comme des autres territoires conquis puis administrés par l’État juif ne sont pas reconnues par la communauté internationale.

### Point de vue israélien sur son statut d'occupant
La Cour suprême d’Israël a quant à elle jugé que les territoires occupés constituent une « possession belligérante » (tfisah lohmatit) et parle de « zone » (ha-Ezor). Selon Meir Shamgar, président de la Cour suprême d'Israël de 1983 à 1995, les territoires n'ayant pas été reconnus comme faisant partie intégrante d'un État souverain ne peuvent être considérés comme les territoires d'une « Haute Partie contractante » (État signataire de la Convention de Genève) et, selon lui de ce fait, la Société des Nations en tant que dernier attributaire légal prescrivait les droits légaux du peuple juif, qui ont donc toujours des effets. Selon des opposants de l'application du statut d'« occupation belligérante », il ne serait pas approprié du fait de l'illégalité de l'occupation jordanienne de 1948 à 1967, préférant le concept de « Trustee-Occupant », comme étant une meilleure base légale. Cependant, Israël a accepté de suivre les standards légaux d'une occupation belligérante, tout en affirmant la légalité de celle-ci. Pour le juriste américain Stephen Schwebel, à défaut de souveraineté, Israël serait la partie qui possèderait le meilleur titre légal[réf. nécessaire].

### Colonisation israélienne dans les territoires occupés

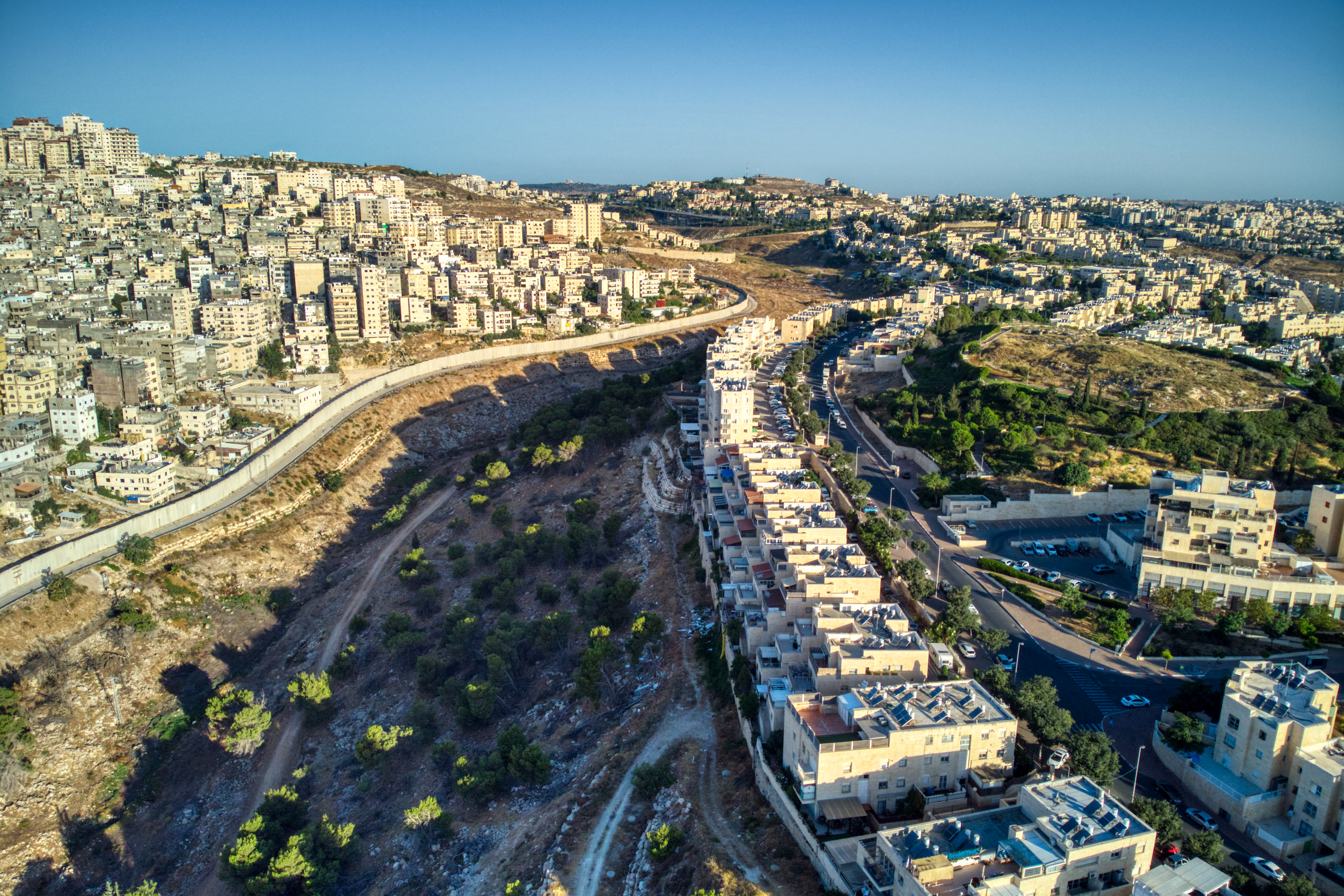
À droite, la colonie israélienne de ; à gauche, le camp de réfugiés de Shu'fat, bordé du mur de séparation israélien.

Israël favorise les Israéliens à s'implanter volontairement dans les territoires occupés, surtout en Cisjordanie où la colonisation bénéficie d'un soutien actif de l’État. La souveraineté sur les territoires conquis par les Israéliens, le démantèlement des colonies et le transfert de la population juive israélienne en dehors de la Cisjordanie et de Jérusalem-Est sont des points de contestation, revendiqués par l'Autorité palestinienne lors de négociations avec l'État d'Israël.
Selon l'ONU, les constructions faites par les Israéliens n'ont aucune validité en droit et la IVe convention de Genève doit être respectée (résolution 465 de 1980). L'universitaire américain et pro-israélien Eugene V. Rostow soutient quant à lui que les droits des Juifs à s'établir dans l'ensemble du territoire de la Palestine mandataire sont protégés par l'article 80 de la Charte des Nations unies.
Dès l’arrivée de Benyamin Netanyahou au pouvoir, celui-ci annule en août 1996 la décision prise en 1992 d'empêcher le développement des colonies en Cisjordanie et dans la bande de Gaza. Le 9 juillet 2012, Netanyahou ordonne la rédaction d'un rapport juridique qui sera rédigé par l'ancien juge de la Cour suprême israélienne Edmund Levy. Le rapport sert sa propre cause et conclut que la présence d'Israël en Cisjordanie n'est pas une occupation et que les colonies israéliennes sont légales au regard du droit international. Selon le rapport, la fin de l'occupation jordanienne en juin 1967 et de la fin des revendications du royaume hachémite de Jordanie en 1988, marque la restauration du statut juridique du territoire mandataire, soit le territoire désigné pour servir de foyer national au peuple juif, prévue par la déclaration de lord Balfour, le 2 novembre 1917.
Le Congrès américain a adopté en 1995 une loi établissant que « Jérusalem devrait être reconnue capitale de l'État d'Israël ». Le 14 mai 2018, date du 70e anniversaire de la création de l’État d’Israël, les États-Unis ont transféré leur ambassade à Jérusalem. D'autres États, peu nombreux, ont suivis (Guatemala, Honduras, Kosovo…). En 2017, les États-Unis avaient non seulement reconnu l'annexion de Jérusalem-est par Israël, mais en outre ils ne décrivent plus les territoires conquis par les forces israéliennes pendant la Guerre des Six Jours comme étant « occupés »,.

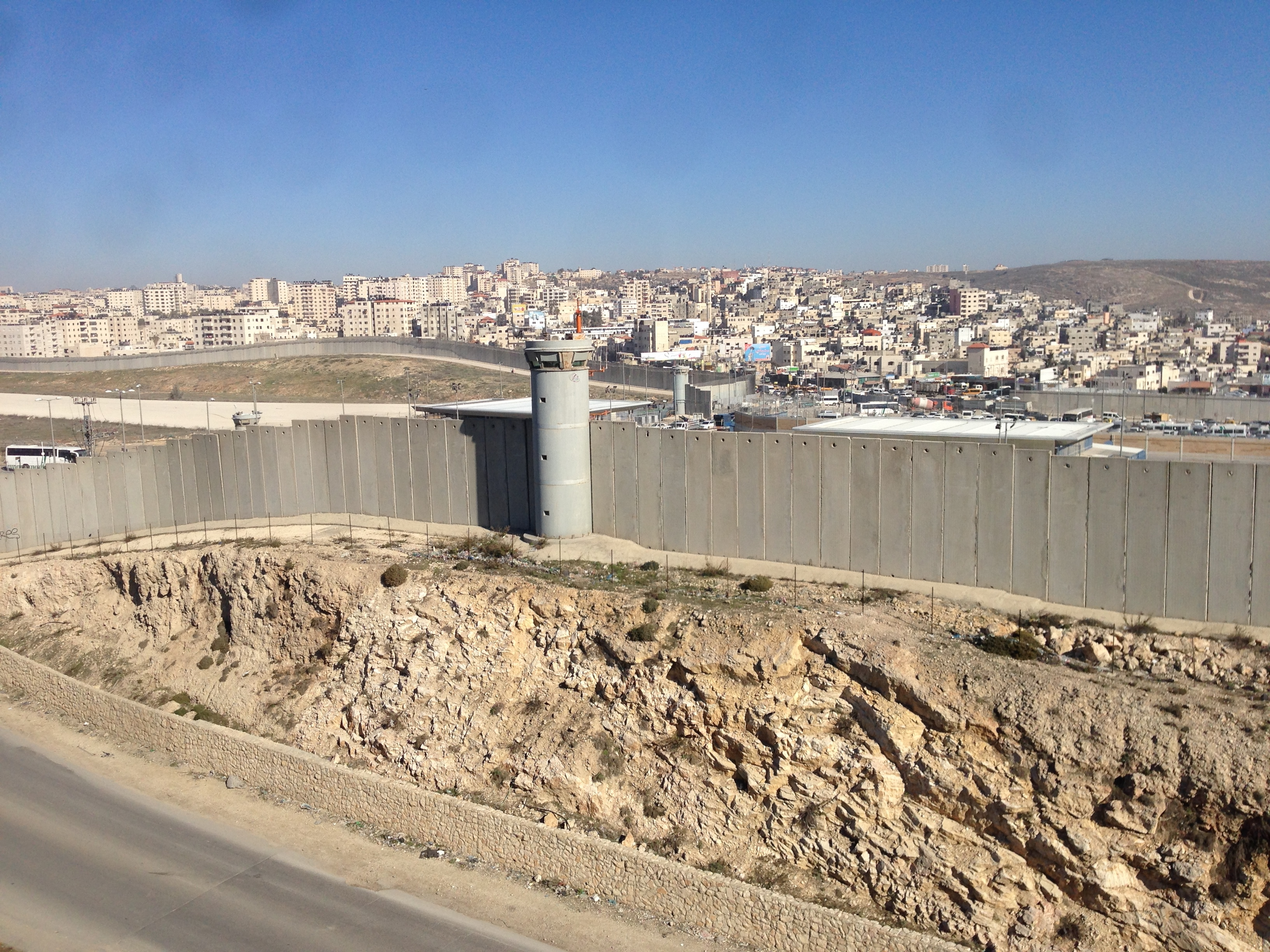
Miradors et mur de séparation israélien autour du village palestinien de Kalandia en Cisjordanie.

Début 2021, selon l'ONG israélienne B’Tselem, l'occupation des territoires palestiniens n'est pas envisagée comme temporaire par les autorités israéliennes et constituerait une annexion fondée sur un régime d’apartheid : « l’ensemble de la zone située entre la mer Méditerranée et le Jourdain est organisé selon un unique principe : faire avancer et cimenter la suprématie d’un groupe – les juifs – sur un autre – les Palestiniens ». En juillet 2020 déjà, le juriste Michael Sfard avait publié une analyse dans laquelle il concluait à la réalité d’une situation d’apartheid en Cisjordanie.
Le Conseil des ministres de l’État d'Israël, réuni le dimanche 18 juin 2023 fait évoluer le statut juridique des territoires occupés et fait un pas de plus vers une annexion de l'ancienne Cisjordanie. Deux volets sont prévus à ce sujet. Le premier est la nomination du ministre des finances, Bezalel Smotrich, partisan déclaré du Grand Israël, à la tête de l'autorité de planification des colonies ; ce service relevait auparavant (depuis juin 1967) du ministère de la Défense. Déjà, en février 2023, il avait pris la tête de l'administration chargée de la Cisjordanie au sein du ministère de la défense. Le second consiste à simplifier le lancement des constructions de colonies. Par ailleurs, M. Smotrich entend doubler le nombre de colons dans les territoires occupés et il est signalé que, d'après les décomptes faits par l'organisation israélienne La Paix maintenant, 229 000 Israéliens sont établis à Jérusalem-Est, conquise le 7 juin 1967, et 471 000 autres sont présents en Cisjordanie, territoire conquis depuis le 10 juin 1967. Il est également rappelé que, dans l'accord de coalition négocié par le parti politique de Bezabel Smortich et le Premier ministre Benyamin Nétanyahou, il est prévu que ce dernier travaille « à la formulation et à la promotion d'une politique où la souveraineté sera appliquée en Judée-Samarie ». M. Smotrich, lors de sa venue en France en mars 2023, avait déclaré que le peuple palestinien était, selon ses termes, une « invention ».
Le rapport publié en février 2024 par le Haut-Commissariat des Nations unies aux droits de l'homme pointe « l’augmentation spectaculaire de l’intensité, de la gravité et de la régularité des violences commises par les colons israéliens et l’État à l’égard des Palestiniens en Cisjordanie occupée, y compris à Jérusalem-Est, en particulier depuis le 7 octobre 2023 ». Au cours des dix derniers mois, les Nations unies ont recensé environ 1 270 attaques de colons contre des civils palestiniens, contre 856 pour l'ensemble de l'année 2022. Entre le 7 octobre et août 2024, 589 Palestiniens ont été tués en Cisjordanie selon un décompte de la BBC. La rapporteure spéciale de l’ONU pour les territoires palestiniens soutient que « l’impunité accordée de longue date à Israël permet la dépalestinisation » des territoires occupés, « laissant les Palestiniens à la merci des forces qui cherchent à les éliminer en tant que groupe national ».

### La sécurité, justification israélienne de l'occupation
La distance entre les cités côtières israéliennes et la ligne d'armistice fixée le 3 avril 1949 appelée parfois ligne verte est seulement de 12 km et selon le Centre des affaires publiques et de l'État, think tank israélien, ce n'est pas suffisant pour assurer la défense de l'État juif en cas d'invasion terrestre ; c'est pourquoi l'armée israélienne conserve tous les territoires conquis, depuis juin 1967, après la guerre des Six Jours. Selon les mêmes sources, ces quelques kilomètres ne permettent pas de défendre les frontières de l'État d'Israël et de mobiliser comme il convient ses forces de réserve (estimées à plus de 430 000 personnes, mobilisables en 48 heures ou 72 heures au maximum), ni à l'aviation israélienne d'intercepter des chasseurs ennemis et d'anticiper d'éventuels bombardements aériens.
L'importante densité de population de la plaine côtière fait croître le risque lié aux attaques non conventionnelles. La vulnérabilité est d'autant plus importante que cette région, où résident plus de 70 % de la population juive en Israël, représente 80 % de la capacité industrielle du pays et rassemble les principales infrastructures : l'aéroport international de Lod, la route 6 traversant le pays du nord au sud, l'autoroute entre Tel Aviv et Jérusalem, l'aqueduc national d'Israël et le réseau électrique à très haute tension. De plus, les hauteurs de Cisjordanie ou monts de Samarie - selon la terminologie israélienne - dominent les villes de la plaine côtière : leur contrôle réduit le risque de déploiement de roquettes et de missiles de courte portée.

## Accords d'Oslo et autonomie partielle (après 1993)

### Accords d'Oslo et morcellement de la Cisjordanie

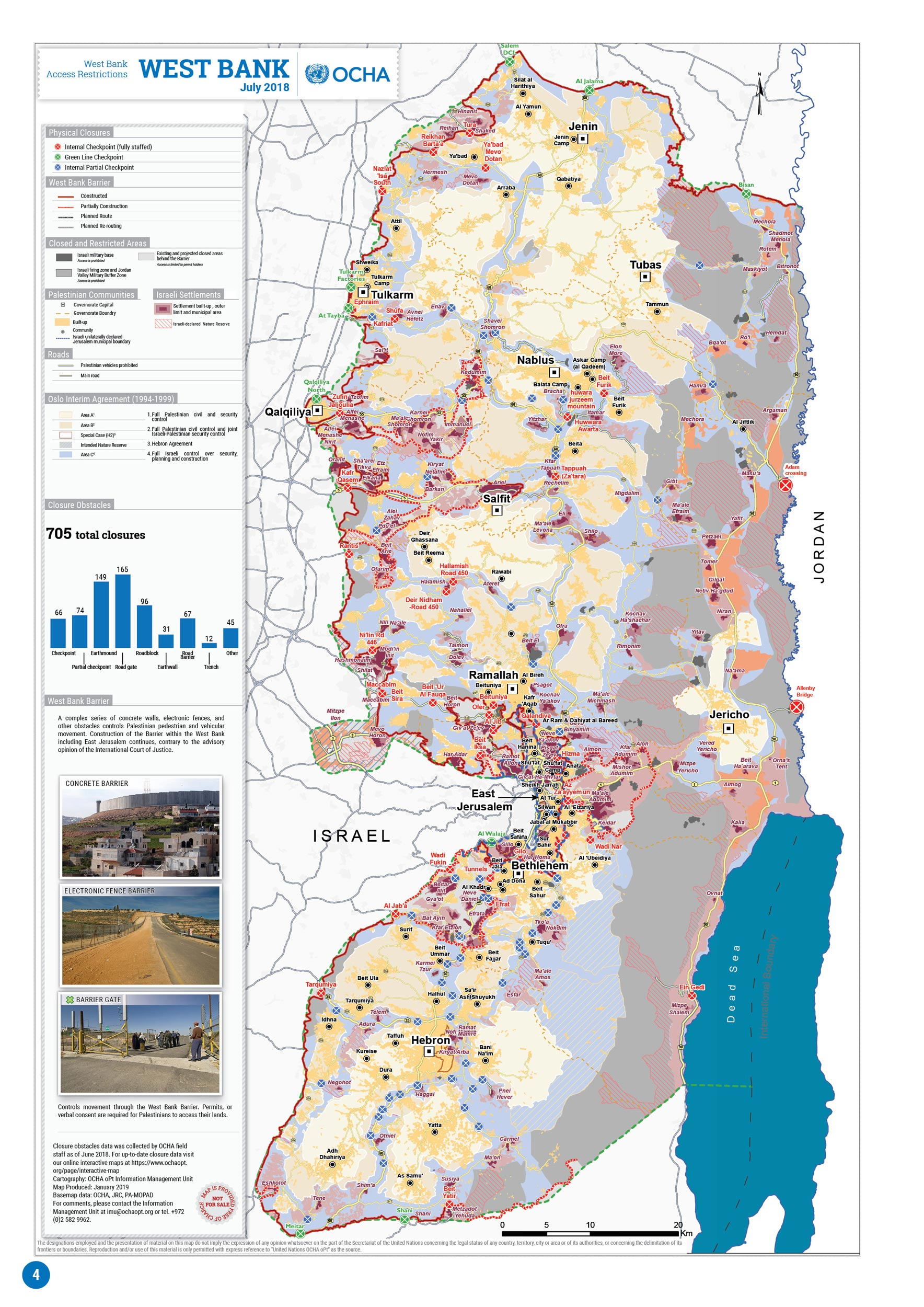
Carte de la Cisjordanie en 2018. Territoires entièrement administrés par l'autorité palestinienne (en beige clair), territoires partiellement administrés par l'autorité palestinienne (en beige foncé) et territoires occupés administrés uniquement par Israël (en bleu clair et en gris). Les colonies israéliennes des territoires occupés (en magenta). En tirets verts : la ligne verte de 1949. Ligne rouge (continu ou en pointillé) : mur de séparation construit par Israël.

Le 13 septembre 1993, le gouvernement israélien et les représentants de l'OLP signent des accords de principes prévoyant des arrangements intérimaires d'autonomie. Les accords reconnaissent « le droit du peuple palestinien à l'autonomie politique en Cisjordanie et dans la bande de Gaza ». Les accords intérimaires du 28 septembre 1995 prévoient le transfert de l'autorité israélienne à l’Autorité palestinienne, qui sera composée du Conseil législatif élu, ce qui permettrait l'élection démocratique de représentants palestiniens. Le Conseil national palestinien est quant à lui l’organe politique créé pour représenter le peuple palestinien. L'accord définit trois types de zones, une comprenant les villes palestiniennes, une composée de villages palestiniens et une autre composée de zones militaires et de communautés israéliennes, soit plus précisément :
- une zone A qui représente 18 % des territoires, comprenant, depuis 1994, Gaza, Jéricho, Jénine, Qalqilya, Ramallah, Tulkarem, Naplouse, Bethléem et Hébron (qui fera l’objet d’un accord distinct en janvier 1997), sur laquelle l’Autorité palestinienne exerce des compétences pleines, dont la sécurité des biens et des personnes ;
- une zone B qui représente 22 % des territoires, pour les autres villes et villages de Cisjordanie (y compris les camps de réfugiés créés soit en 1949 soit en 1967, après la guerre des Six Jours) dans laquelle l’Autorité palestinienne exerce des compétences restreintes, la sécurité des biens et des personnes étant exercée conjointement avec l’armée israélienne ;
- une zone C, sous compétence pleine et entière de l'État d'Israël, qui représente 60 % des territoires de l'ancienne Cisjordanie et qui concerne toutes les colonies israéliennes implantées en Cisjordanie et à Jérusalem-Est .
- Il est à noter que les colonies israéliennes implantées à compter de 1967 au sein de la bande de Gaza ont été démantelées en 2005, à la suite du retrait unilatéral pratiqué par les forces israéliennes. Ces colonies — une petite vingtaine — représentaient, à leur dissolution, environ 8 000 personnes.

### Souveraineté palestinienne limitée
Le juriste israélien Eyal Benvenisti pose l'argument selon lequel Israël ne serait plus considéré comme la puissance occupante à la complétion du transfert du contrôle du territoire. Mais ce processus est resté « partiel et limité » selon la Cour internationale de justice. Même en ce qui concerne les zones A et B, la souveraineté palestinienne est symbolique depuis la seconde intifada (2000-2005) : l'armée israélienne y circule librement. L'économie de ces deux zones est aussi sous tutelle, le budget de l'Autorité palestinienne étant constitué au deux tiers des taxes collectées par Israël puis reversées sous conditions. De plus, l'Autorité palestinienne ne dispose pas de la politique monétaire, dans la mesure où en l'absence de monnaie palestinienne, c'est le shekel israélien, le dollar américain et le dinar jordanien qui servent aux transactions.

En vert les zones sous souveraineté palestinienne partielle en 2023.

En septembre 2005, Israël retire unilatéralement ses forces armées et ses colonies de la bande de Gaza, ce qui est reconnu par la cour suprême israélienne comme étant la fin de l'occupation. Toutefois, pour les observateurs étrangers, il apparaît que l'État d'Israël ne confère pas pleinement l'autorité aux Palestiniens, qui ne contrôlent ni leurs frontières, ni leurs eaux territoriales, ni leur espace aérien,. De plus, dans le contexte de la guerre menée par Israël depuis 2023, à la suite de l'attaque du 7 octobre, la bande de Gaza est à nouveau envahie par l'armée israélienne. En août 2025, 86,3% de son territoire est sous occupation militaire. Au même moment, le gouvernement israélien dirigé par Benyamin Netanyaou annonce son intention d'occuper la totalité de l'enclave palestinienne.
Les territoires sont occupés selon les résolutions votés à l'Assemblée générale et le Conseil de sécurité de l’ONU, l’Union européenne, ainsi que selon l'avis consultatif de la Cour internationale de justice concernant le tracé de la barrière de séparation. Bien que considérant ces territoires comme occupés, la diplomatie française les désigne parfois sous l’appellation « Territoires palestiniens ». Le caractère légal de l'occupation est contesté et discuté par certains juristes spécialistes de droit international, notamment des juristes des pays anglo-saxons.
De leurs côtés, les autorités israéliennes affirment que le territoire ne peut être considéré comme appartenant à une haute partie contractante (à savoir un État signataire de la Convention de Genève) et n'entre donc pas dans les conditions de la quatrième convention de Genève. À cela, elles ajoutent que grâce aux accords d'Oslo, la situation ne peut être qualifiée de jure comme une occupation militaire, en particulier concernant la zone A.

### Territoires pour un futur État palestinien
Les territoires revendiqués pour former le futur État palestinien, occupés depuis juin 1967 par l’armée israélienne, regroupent les territoires de l’ancienne Palestine mandataire au-delà des lignes d’armistice fixées en janvier 1949 entre l'Égypte et Israël ou en avril 1949 pour la Jordanie et Israël, à l'issue de la guerre entre le jeune État juif et les puissances arabes, en 1948/1949, conflit qui fut gagné par les forces israéliennes et qui permit à l'État d'Israël de gagner en superficie par rapport aux définitions de l'État juif prévu par la résolution n° 181 du 29 novembre 1947 votée par l' ONU : ainsi la superficie conquise par les forces israéliennes, à l'issue du premier conflit israélo-arabe, en avril 1949, représentait 23 % de la superficie de l'ancienne Palestine mandataire britannique. Après les accords d'armistice signés par l'Égypte en janvier 1949 et par la Jordanie en avril 1949, la superficie de l'État juif comprend 78 % du territoire confié en mandat aux Britanniques par la Société des Nations en 1920 et ce jusqu'en mai 1948.
Ces territoires revendiqués regroupent toute la Cisjordanie ainsi que Jérusalem-Est.
Il est à noter que la bande de Gaza est sous compétence palestinienne partielle depuis août 2005, date du retrait des Israéliens de ce territoire, qui fut occupé par l'État d'Israël à compter du 10 juin 1967, à la fin de la guerre des Six Jours, et qui avait une population d'environ 8 000 Israéliens, répartis sur 21 colonies, lors de leur départ. Ce retrait unilatéral, effectué sans concertation avec l'Autorité palestinienne, profite au Hamas qui prend le pouvoir dans la bande de Gaza. L'enclave subit depuis un blocus économique de la part d'Israël et de l'Égypte.
Après l'attaque le 7 octobre 2023 de miliciens du Hamas à l'intérieur d'Israël et le massacre du festival de musique de Réïm, au cours desquels ont été enlevés plusieurs centaines d'Israéliens et étrangers résidents en Israël, et ont été déplorés 1 200 tués dont environ 850 civils selon le décompte les autorités israéliennes vers le 20 novembre 2023[réf. nécessaire], la Bande de Gaza subie la une guerre que l'armée israélienne y conduit en vue de délivrer les otages et détruire l'organisation du Hamas. Selon un décompte de l'UNICEF basé sur les chiffres du Hamas, au 16 avril 2025 51 000 Gazaouis y seraient morts, dont au moins 15 000 enfants. Le 5 mai 2025, après le rejet par le Hamas d'une ultime tentative de négociation, un vote à l'unanimité du cabinet de sécurité du Premier ministre Benyamin Netanyaou, Israël annonce que, si les otages ne sont pas tous libérés rapidement, sa présence militaire dans l’enclave palestinienne sera pérennisée et la population civile sera déplacée au sud du territoire,.

## Villes arabes des Territoires palestiniens occupés

### Barrages routiers
Des centaines de barrages ont été établis par l'armée israélienne et les colons sur les routes des territoires occupés afin de limiter les déplacements des Palestiniens. Les trajets entre villes et villages peuvent être allongés de plusieurs heures, forçant les Palestiniens à attendre aux barrages ou faire de longs détours par les petites routes. Ils n'affectent pas les colons israéliens qui évitent les localités palestiniennes en empruntant des routes qui leur sont réservées.

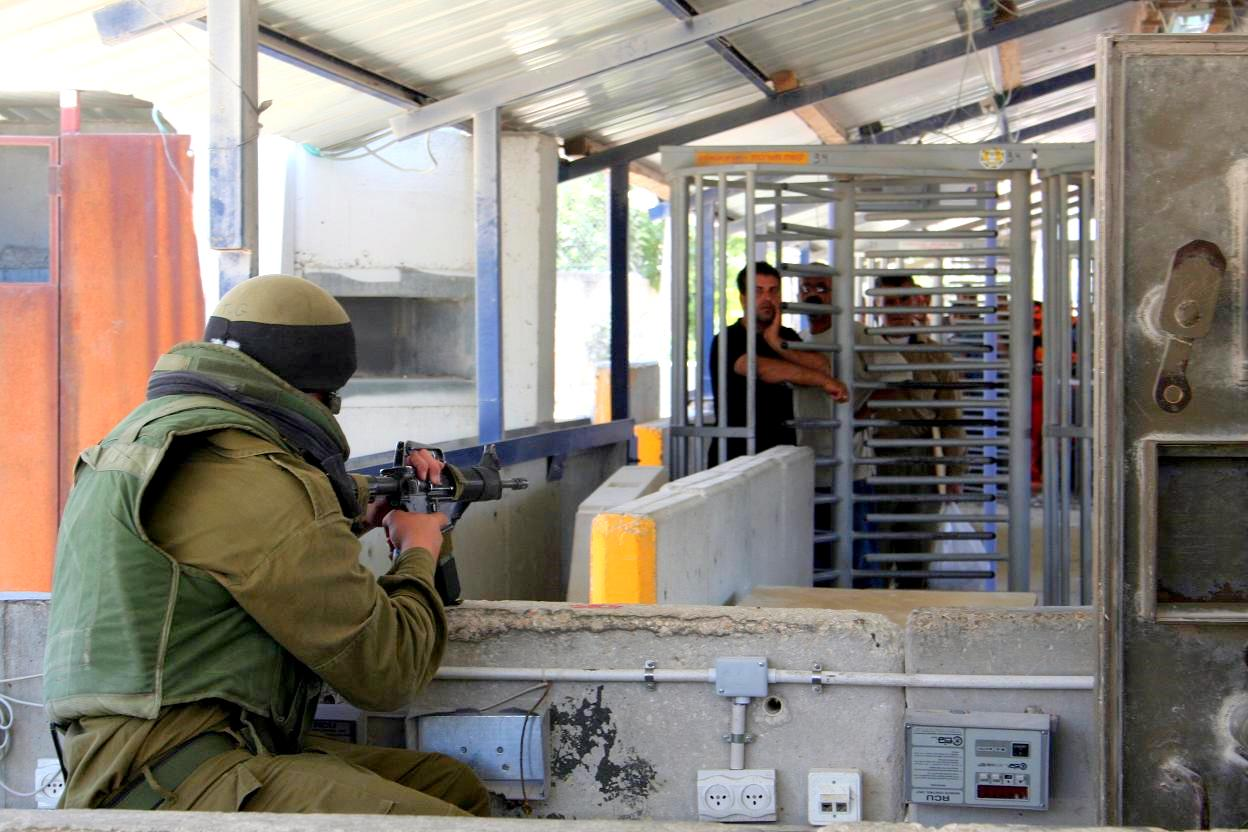
Soldat israélien face à des Palestiniens attendant au check-point d'Hawara en Cisjordanie occupée.
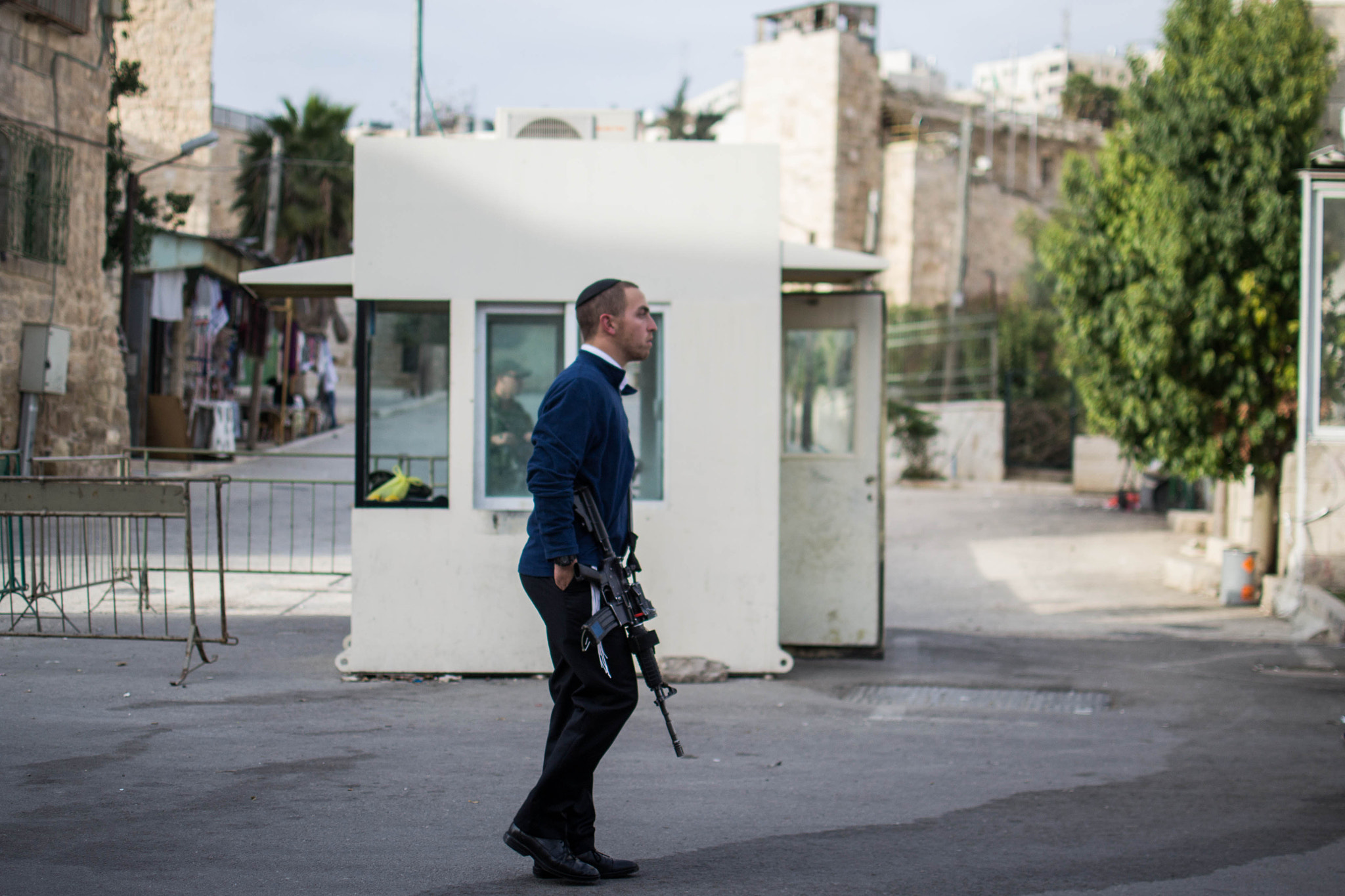
Un colon israélien en 2015 à Hébron, dans les territoires palestiniens occupés.

## Codes
Les Territoires palestiniens occupés ont pour codes :
- LV, selon la liste des préfixes des codes OACI des aéroports ;
- 4X, selon la liste des préfixes OACI d’immatriculation des aéronefs.